# Centro de Convenciones de Tucson
El Centro de Convenciones de Tucson (en inglés: Tucson Convention Center ó Tucson Arena) es un gran centro de convenciones de usos múltiples ubicado en el centro de Tucson, Arizona al suroeste de Estados Unidos.
Construido en 1971, el lugar incluye un estadio cubierto de 9.275 plazas, dos lugares de las artes escénicas, y un espacio para reuniones de 205.000 pies cuadrados (19.000 m²). En 2009, el espacio sufrió una renovación importante con la construcción de un nuevo hotel en el centro de convenciones y ampliando sustancialmente el espacio de exposición.
En el recinto juegan de local dos equipos de hockey sobre hielo: los Arizona Wildcats desde 1980 y los Tucson Roadrunners desde 2016. Además se realiza allí la Feria de minerales de Tucson, además de numerosos espectáculos.